# Bol du Garigliano

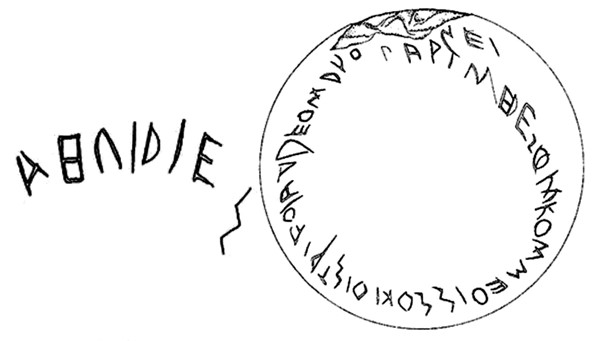
Fac-similé de l'inscription en latin archaïque du bol du Garigliano datant des environs de -500

Le bol du Garigliano est un petit bol impasto à glaçure bucchero qui aurait probablement été produit vers 500 av. J.-C., avec une inscription latine archaïque écrite sous une forme de l'alphabet grec occidental ou étrusque. Il a été trouvé le long du fleuve Garigliano, entre le Latium et la Campanie, à proximité de l'ancienne Minturnae (aujourd'hui Minturno, en Italie), dans l'ancien territoire occupé par les Aurunces.

## Inscription
Le texte latin archaïque du bol se lit :
A : AHUIDIES
B : NEI[- - -]PARIMEDESOMKOMMEOISSOKIOISTRIVOIADDEOMDUO
Quant à la division des mots, la séquence NEI PARI MED ESOM KOM MEOIS SOKIOIS est claire ; le reste est controversé. Brent Vine, cependant, propose l'interprétation suivante :
Texte latin archaïque : NEI PARI MED ESOM KOM MEOIS SOKIOIS TRIFOS AUDEOM DUO[M]
Version latine classique : nē pare (nōlī capere) mē! sum cum meīs sociīs tribus Audiōrum duōrum.
Traduction française : Ne me prenez pas ! Je suis avec mes trois compagnons (propriété) des deux Audii.
Une interprétation alternative avancée en 2024 lit ainsi les derniers mots.
DEOM : « Deom » pourrait être une forme plurielle dative de « deus », signifiant « dieu », bien que la forme standard soit « deis » ou « diis ».
DUO[SKURNEI] : les lettres manquantes seraient « SKUR ». En latin, le mot s'écrirait « Dioscuri », en référence à Castor et Pollux. Il s'agirait d'un hommage en l'honneur de ces divinités couramment appelées Dioscures.